# Újabb parajelenségek
Az Újabb parajelenségek (eredeti cím: Paranormal Activity 2) 2010-ben bemutatott amerikai természetfeletti horrorfilm, melyet Tod Williams rendezett, valamint Christopher Landon, Michael R. Perry és Tom Pabst írt, a 2007-es Parajelenségek című film előzményfilmje, amely két hónappal korábban játszódik, és az eredeti filmben bemutatott eseményeket követi nyomon. 
A film 2010. október 22-én éjfélkor került a mozikba az Egyesült Államokban, az Egyesült Királyságban, Kanadában, Mexikóban, Brazíliában, Argentínában, Lengyelországban és Írországban. A filmnek egy nem minősített változata is megjelent.

## Cselekmény
2006 augusztusában "betörés" történik Kristi (Sprague Grayden) és Daniel Rey (Brian Boland) otthonában, a házukat feldúlják, és csak a kisfiuk, Hunter hálószobáját hagyják érintetlenül. Az egyetlen dolog, amit elloptak, egy nyaklánc, amit Kristi nővére adott Katie-nek ajándékba. Martine, a latin-amerikai család házvezetőnője és dadája "gonosz szellemeket" érez a házban, ezért zsályát éget, hogy megszabaduljon tőlük, Daniel viszont kirúgja emiatt. Kristi is úgy véli, hogy az otthonukat kísértetek járják, ő és Katie arról beszélnek, hogy gyerekkorukban egy démon gyötörte őket. Daniel azonban eleinte elutasítja a lány állítását, annak ellenére, hogy látta a felvételeket. Daniel előző házasságából származó lánya, Ali (Molly Ephraim) nyomozni kezd a rejtélyes történések után; rájön, hogy az emberek vagyonért vagy hatalomért alkut köthetnek démonokkal az elsőszülött fiuk lelkének elvesztésével, de ha az alkut nem teljesítik, a démon addig ragaszkodik a családhoz, amíg egy újabb fiú nem születik - Hunter volt az első fiú, aki Kristi családjából született az 1930-as évek óta.
Az erőszak egyre fokozódik, amikor a család Abby nevű német juhászkutyáját megtámadja a démon, amitől az állat sokkot kap. Miközben Daniel és Ali elviszi Abbyt az állatorvoshoz, az egyedül maradt Kristit megtámadja, majd a pincébe vonszolja a démon, és megszállja őt. Másnap Ali otthon marad Kristivel, akiről nem tudja, hogy megszállott. Ali hamarosan kaparászó hangokat hall az alagsori ajtón. Kinyitva azt karcolásokat talál, és látja, hogy egy szó, meus (latinul "enyém") van belevésve. Furcsa harapásnyom a lábán és a Kristi támadásáról készült felvételek arra ösztönzik Danielt, hogy ismét felbérelje Martine-t, aki keresztet készít a démon kiűzésére; Kristi nem fog emlékezni arra, hogy megszállták. Daniel elmegy, hogy átadja a démont Katie-nek, így Kristi és Hunter megmenekül, Ali kérése ellenére, hogy ne tegye.
Aznap este, amikor Daniel megpróbálja használni a keresztet Kristi ellen, a lány rátámad, a ház fényei pedig kialszanak. A kézikamera éjjellátóját használva besétál a rázkódó ház pincéjébe, ahol Kristi végül megtámadja; sikerül megfékeznie őt a kereszttel, amitől a nő elájul. Daniel lefekteti Kristit, és elégeti a fiatalkori fényképet Kristiről, ami felhergeli a démont. Három héttel később Katie meglátogatja, és elmagyarázza, hogy furcsa dolgok történtek a házában. Október 9-én, egy éjszakával Micah megölése után a megszállott és véres Katie betör a házba, megöli Danielt és Kristit, majd magával viszi Huntert. Ali az iskolai kirándulásról hazatérve megtalálja a holttesteket, Katie és Hunter holléte pedig ismeretlen.

## Szereplők
- Sprague Grayden – Kristi Rey
- Brian Boland – Daniel Rey, Kristi férje
- Molly Ephraim – Ali Rey, Dan lánya
- Katie Featherston – Katie, Kristi idősebb nővére.
- Micah Sloat – Micah
- Seth Ginsberg – Brad, Ali barátja
- Vivis Cortez – Martine, a dadus / házvezetőnő
- Jackson Xenia Prieto és William Juan Prieto – Hunter Rey, Dan és Kristi kisfia

## Gyártás
A Paramount és a DreamWorks felbérelte Michael R. Perry forgatókönyvírót a Paranormal Activity 2- elkészítéséhez. Oren Peli, az első film rendezője volt az előzményfilm producere. Kevin Greutert, a Fűrész VI. rendezőjét eredetileg az előzményfilm rendezésére szerződtették; a Lions Gate Entertainment azonban élt Greutert szerződésében foglalt kikötéssel, hogy ő rendezze a Fűrész-franchise utolsó filmjét. Az első film mindkét szereplője, Katie Featherston és Micah Sloat is visszatér az előzményfilmben. Tod Williams rendezte a Paranormal Activity 2-t, amelynek forgatása 2010 májusában kezdődött, és mindössze három hét alatt fejeződött be.

## Bemutató
A filmet 2010. október 22-én mutatták be az Amerikai Egyesült Államokban. A filmet IMAX formátumban és normál formátumban is elérhetővé tették.

## Törölt jelenet
A Paranormal Activity 2 "Hunter" című törölt jelenete elérhető a Paranormal Activity 2: Unrated Director's Cut című filmben.

## Fordítás
Ez a szócikk részben vagy egészben  a   Paranormal Activity 2 című angol Wikipédia-szócikk fordításán alapul.  Az eredeti cikk szerkesztőit annak laptörténete sorolja fel. Ez a jelzés csupán a megfogalmazás eredetét és a szerzői jogokat jelzi, nem szolgál a cikkben szereplő információk forrásmegjelöléseként.